# Cuna de gato
Cuna de gato o La Trampa, en Argentina (en portugués: Cama de gato), es una telenovela brasileña emitida por TV Globo desde el 5 de octubre de 2009 hasta el 9 de abril de 2010.
Fue escrita por Thelma Guedes, Duca Rachid, Júlio Fischer, Thereza Falcão y Alessandro Marson, con la colaboración de João Brandão, sobre supervisión de texto de João Emanuel Carneiro, dirigida por Gustavo Fernández, Thiago Teitelroit, André Felipe Binder, Roberto Vaz y Vinícius Coimbra, con la dirección general de Amora Mautner sobre núcleo de Ricardo Waddington.
Fue protagonizada por Marcos Palmeira, Camila Pitanga y Carmo Dalla Vecchia, con la participación antagónica de Paola Oliveira, Paulo Goulart y Dudu Azevedo.

## Historia
Gustavo Brandão (Marcos Palmeira) es un rico y amargado, propietario de la empresa de perfumes Aromas junto a Alcino Rodríguez (Carmo Dalla Vecchia), su mejor amigo. Está casado con Verónica (Paolla Oliveira), hija de Severo Tardía quien es también ambiciosa. Al darse cuenta de que Gustavo había perdido el placer de las cosas simples de la vida, y se ha convertido en frío y entumecido después de hacerse rico, Alcino decide enviarlo a un desierto con la ayuda de Verónica y de David (Ângelo Antônio) el hermano de Gustavo con la finalidad que el reflexione, que en la vida no se puede ser snob y codicioso, quería que fuera el Gustavo que era antes de que ser rico, humilde y cariñoso. Verónica aprovecha la situación para poner fin a la vida de su esposo y quedarse con su fortuna.
Para tener éxito en matar a su esposo y robar el dinero, Verónica contó con la ayuda de Roberto (Dudu Azevedo), Sabores y modelo de su amante durante años. Él es el hermano de Nuno e internados Waldemar, a su abuelo en un asilo de ancianos para quedarse con su casa y su dinero sin saber que su hermano, debido a un viaje de intercambio. Waldemar no recuerda nada, pero a veces tiene algunos recuerdos.
Rose (Camila Pitanga), el ama de llaves Aromas, oído el plan de Alcíno y decidió contarle todo a su jefe con la ayuda de su mejor amiga, Taís (Heloísa Périssé). Rose es una mujer honesta, exesposa de Tiao y trabaja duro para mantener a sus cuatro hijos, Gloria (Raquel Villar), Tarcisio, Francisco Regininha y, además de exmarido, que no quiere trabajar y aun así simulaba estar mal para sacar dinero fuera de él. Taís también es más limpio en los aromas y su hijo Joey crea solo con la ayuda de su madre, Genevieve anticuada y respetable. Exnovia Tara Bene, otro tramposo que no quiere trabajar, que nunca se casó. Él es el padre de su hijo y solo le dan una llamada. Los tailandeses tienen una historia de amor, apasionado y divertido, con Solón, que pretende ser una rica Argentina, pero él tiene una esposa e hijos, se llama Bahía y Solonaldo! Bene es el hijo de Pericles y Ernestina, que trabajan en la mansión de Gustavo.
En la noche del lanzamiento del nuevo perfume de esencias, y Taís y Rose llegó escondido en el partido y dijo sobre el plan de Alcino y Gustavo, que no lo creía y renunció. Pero al día siguiente Gustavo despertó en medio de un desierto ya través de un billete de Alcino lo dejó con un mapa, se concluyó que su mejor amigo que le envió a ese lugar en medio de la nada. Se dirigió a la baliza de las Almas, donde se reúnen de nuevo. Alcínoo fue allí, pero en el camino, los esbirros de Roberto y Verónica se acercó a él y robar su coche, que le llevó a entrar en el faro. Gustavo también ha sido perseguido por los matones, quienes recibieron la orden de matarlo, pero concluyó que eran partidarios de Alcínoo. Al llegar al faro, y luchó y Gustavo Alcino lo ató y se fue lejos. Mari, que trabaja para Alcínoo y está enamorada de él, vino y lo desató, y ambos estaban detrás de Gustav. En el camino, los matones continuaron persiguiéndole. Gustavo huyeron, pero los pistoleros lo persiguió. Un disparo de Gustavo, quien más tarde se cayó de un acantilado en las furiosas aguas de una cascada. Alcino vio la escena desde lejos y se sentía culpable, creyendo que Gustavo murió. De hecho, él fue capaz de salvar. Sin embargo, Gustav fue acusado de asesinar a Natasha Werner, modelo de Aromas, que fue lanzada desde el balcón del administrador de la sala en el momento en que ella, Verónica y Roberto discutido después de que el modelo ha chantajeado a los amantes de no decirle a nadie sobre la armados por el plan de dos a dar una fuga Gustavo. Para cubrir las huellas del asesinato que hizo Roberto y Verónica, Robert salió de la casa en la Gustavo coche, con un marido de su amante, a instancias de Verónica, que engañó a la Ernestina, que le dijo a la policía que vio a su jefe de casa poco después del asesinato.
El alguacil llegó a la conclusión de que Gustavo podría estar implicado en la muerte de la modelo. Con Gustavo desaparecido en el desierto, todos concluyeron que había huido para evitar ser arrestado. Poco después se conoció la noticia de su supuesta muerte.
Gustavo se fue y regresó a Río de Janeiro, donde se reunió con Domenico, un recolector de desechos que creían conozco de algún lado. Y sabía que, en un día lluvioso, Gustavo se dirigía a los aromas, cuando Domenico catava restos que habían caído de la camioneta, bloqueando la entrada de la empresa. Gustavo, a toda prisa, solo para humillar a su amiga en el futuro. Domenico le perdonó y fue a ayudarlo a esconderse. Más tarde, Gustavo parecía Rose, que también pasó a ayudarle. Se mudó con ella y sus hijos, convirtiéndose en su amigo. Gustavo también tiene más aliados, como sus padres, Fernando y Julieta, David, Patricia y Susana, y los internos de los aromas, los tailandeses, Pericles y Bene. Todo fue para ayudarle a conseguir pruebas que lo limpia y libre de una vez por todas esta "cuna de gato". A partir de ahí, Dave y Rose empezó a vivir un romance. Que no le gustaba era Tião, que tiene celos de su exesposa. Y Gustavo, para no ser descubierto, llegó a ser llamado Vincent.
En este punto, Alcino ya había descubierto que tiene una enfermedad y no ha mucho tiempo de vida. Para sacar provecho de la situación, Verónica decidió seducirlo, lo que hace chantaje emocional, simulando suicidios porque estaba deprimido por la muerte de Gustavo. Ella lo lleva a la cama, y él, sintiéndose culpable, se casa. Verónica es muy inteligente: se casó con él para heredar su propiedad y la empresa como presidente de Sabores y luego lo matan! Para ello, se inventó un embarazo, entonces fingió haber perdido el bebé.
Roberto, fuerte, celoso, no le gustaba el plan, pero aceptó a cambio de compensaciones en el futuro.
Alquino ha encontrado que un niño con Leda, una exnovia, Mari y le ayudó a encontrarlo. Un día vi a Leda Alcino discutiendo con una chica y descubrió que ella era su hija. A partir de ahí, todo lo posible para llegar a conocerla. Deborah es una niña que nació en Italia y no apoya la idea de tener que viajar por el mundo después de su madre, que había llegado a Brasil para trabajar. Se mudó con su madre después de Alcino abandonado. Pero, en realidad, fue Verónica quien ofreció dinero a Leda desaparecer, porque quería deshacerse de la niña, ya que nunca Leda quería ser una madre, siempre ha viajado el mundo y había muchos hombres, todos obstaculizar a un niño, pero solo logró deshacerse de niña cuando ella cumpla 17 años.
Deborah, aún deprimido por el abandono de la madre, comienza a estudiar en la misma escuela donde el núcleo de la telenovela para adolescentes y muchos amigos, especialmente Luli, Tara hermana y amiga de Euridice, Tarcisio y Gloria. Apenas roto por algunos estudiantes de tener el pelo rojo y ser "gorda". Tarcisio es un niño que sufre de un problema de audición y que también se rompe. Debido a esto comenzó a tener problemas con sus calificaciones.
Peter y Deborah descubre que se enamoró perdidamente de uno al otro, aunque antes de que él formaba parte del grupo que humillados y deciden revelar su relación con todos.
Más tarde, un cambio: Peter descubre que es el hijo de Alcínoo, no David, como Sofía no quería salir para considerar que podrían ser hermanos. David y Sofía tienen una gran pelea y ella revela que ella lo engañó, mientras que las citas y se casó con su embarazo marido Alcínoo, su novio cuando era un adolescente, no sabía de su embarazo y ella pensó que era mejor no lo conocen por ser un mujeriego e irresponsable.
Pero, en realidad, Deborah es la hija de Alcínoo, por lo que podría datar, para alivio de los dos. Un día, Leda de regreso a Brasil, con ganas de llevar a su hija con ella. Deborah y Peter decide huir de casa para que no se vaya y deje que su ser querido. En este vuelo, Deborah acaba embarazada, y els deciden casarse y vivir juntos.
Verónica también tiene la ayuda de Ron, antiguo compañero de clase que vino a su ayuda en muchos planes y comenzó a trabajar en su casa para ayudarla a salir de allí a los padres de Gustavo, que se volvieron locos con su Jeitão de "niños adultos". Katia se hicieron quería salir de la mansión y decidió vivir en el asilo. Para ayudar a Gustav, pasan a formar parte de la junta de accionistas de Aromas, también para obtener pruebas en la empresa que lo evidente. La compañía estaba en una frágil situación financiera tras un escándalo causado por una grave ecológica. Gustavo, quien buscó una fórmula que representan el amor antes de desaparecer, que se encuentra el olor de la rosa, que poseen la esencia de lo que estaba buscando, entonces David le dio la idea de pasar Alcino para la fabricación de su perfume.
Pero algunas revelaciones son hechas en el curso de la novela. Katia es en realidad hermana de Natasha, y solo se puso a trabajar en la casa de Verónica para descubrir el misterio de su muerte, ya que ella no cree que fue Gustavo, que la mató, ella quiere saber quién cobró la vida de su hermana de venganza. A continuación, Katia está ayudando a exponer Verónica Mari, después de descubrir que ella y Alcino Roberto traicionado, pero no todos sabemos Verónica. Mari siempre trata de abrir los ojos de Alcínoo, pero él no cree, hasta que un día, Alcínoo a ser preso, desnudo y riéndose en su cara, en su propia cama donde dormían! Se pone el odio no deja la mayoría de Verónica sabe que él descubrió su traición y lo mantiene en secreto con Mari.
Verónica y Robert comienza a sospechar que Gustav está vivo y después de muchos intentos de descubrir si es verdad, ellos descubren todo a través de Emanoel y hacer una trampa para él y alquinos. Haga una cita con ambos un almacén y Roberto pone fuego en el lugar. Gustavo Alcino consternado al ver que el fuego se escapa. Mari y Alcínoo de rescate de la policía, quien le dice que ella vio a Gustavo, pero cree que puede haber sido otro de sus engaños.
Rose y tratar de encontrar Gustavo Carlos Eduardo, uno de los esbirros de Robert que puedan probar su inocencia, pero Verónica y Robert se encuentran y ofrecen una Alcino dinero denunciarlo. Eventualmente, ella se reencuentra con la casa de Rose de Gustavo, y se hace pasar por falta exmarido. El villano le dice Alcino engañado y que ella solo quiere que lo ames, y llega a creer, pero dice que está enamorado de Rose. Gustavo se entrega a la policía y dice que el culpable de la muerte de Natasha es Alcínoo y la evidencia muestra que pudo. Pero el juez decretó su prisión preventiva hasta que se llega a una conclusión sobre la muerte de la modelo. Gustavo recibe un recurso de habeas corpus y puede ser libre de la cárcel, pero que es arrestado, y Alcina, pero él sale y se pone un arresto domiciliario.
Gustavo llama Alcínoo y al escuchar su voz, descubre que Gustav podría estar vivo, entonces en la víspera de Año Nuevo Alcino partido Gustavo entra en la mansión y se reencuentra con su antiguo amigo. Sin embargo, esta reunión se ha asegurado de muchas sorpresas, como Gustavo y discusión Alcino, pero tiene un número de Alcino Rose aparece y descubre que ella lo sabía todo desde el principio. Pero es casi detenido porque se había escapado de su arresto domiciliario. Más tarde, Alcino también obtener un habeas corpus y se libera de la prisión. Gustavo Rose y su familia se mudó a la mansión, pero que no le gusta esto es Verónica y hará cualquier cosa para deshacerse de esa basura. Roberto se ve ahora amenazada por el secreto de su abuelo puede estar a punto de ser revelado. De la nada, Waldemar acordó de su dirección y que él estaba allí con Lolo, un amigo que vive con él en el asilo, para ver quién vivía allí. Pero Roberto le mintió y, afortunadamente, su hermano no estaba en casa en ese momento. Pero el otro día, Nuno ve un taxi y se sorprendió, sospechando que su abuelo está vivo.
Por último, Tarcisio hace cirugía en el oído, pero tiene un montón de problemas, como Verónica, de molestar y Rose y Gustavo, Tiao aconseja a pasar algún tiempo en la mansión para cuidar del niño, y que va a terminar haciendo un montón de problemas, en particular, pueden causar un conflicto entre la pareja.
Verónica comienza a las parcelas de la sociedad: hace que la lucha Gustavo y David, y hasta que se cayó con Rose sobre su regreso a su humilde hogar en el pueblo con sus hijos. Verónica se demonizar la vida de los dos, e incluso seducir a su pasa Gustav. Ella descubre que él tiene un hermano bastardo, negro, Juvenal. Pass It humillarlo demasiado y termina por despedirlo de la empresa, pero luego se va a trabajar en un asilo de ancianos.
Verónica es un psicópata peligroso, capaz de cualquier cosa para conseguir lo que quieres! Ella comienza a utilizar para alcanzar la gloria Rose. Poco a poco, su misterioso pasado sale a la luz. Una sorpresa para Gustavo: Él se entera de Verónica y ella termina su secuestro y amenaza de muerte, y le obliga a hacer lo que las órdenes Con eso, se consigue la mansión, se convierte en presidente y se sale con Aromas de su matrimonio y de la Rosa!
Más tarde, Bene descubre que es adoptado y es el hijo de un granjero millonario, que murió, y luego hereda su fortuna, ante el asombro de los mismos. Los dos se casan, pero Bene, humilde, como tal, a veces, y trata de provocar los celos.
Gustavo se escapa de la mansión con la ayuda de Cleusa, la criada, a continuación, Verónica es despojado de su cargo de presidente de Aromas para el odio y la desesperación.
El sheriff quiere que Roberto y Verónica consideren testimonio, pero Roberto se escapa, lo que complica la situación de la Verónica. Pero Roberto es detenido por la policía, y Verónica decide vender su mansión y parte de los aromas, a huir del país y librarse de la prisión. Robert, dando cuenta de que el amante no le permitirá salir de la cárcel, denunciando los crímenes de la policía de la aldea.
Domenico descubre que Verónica huir del país y cuenta con el delegado. Todos van tras ella. En el avión, un policía se acerca al villano y la presa lleva a la felicidad Rose, Gustavo, David y Alcínoo, y todos los que también sufría de esta terrible mujer.
Un día llega por fin y el juicio de Robert y Verónica, ambos están condenados para el deleite de todos, excepto la gloria, ya que declara enamorada de Roberti, que llegó a salir con un tiempo determinado.
Verónica comienza a liderar un grupo de presas peligrosas con la ayuda de otros presos para armar una rebelión y fuga de la cárcel, matando a los guardias y la policía.
Otros divertidos personajes aparecen en la novela: Rosa y suerte, dos homosexuales que van a trabajar como ayudantes a los tailandeses, como Bene se hizo rico. Genevieve y Solon están empezando a encontrar que el amor unos con otros, y esto se traduce en una relación divertida.
En este punto, varios giros ocurren en la vida de todos: la aparición de Michael. Él revela que él es el padre de Rose, que había abandonado a ella ya su madre años atrás, cuando Rose hijo. Rose no se demuestra como su apariencia y es triste, porque lo recuerdan como un buen padre, pero él hizo sufrir a su madre y que cayó a veces.
Domenico da por sentado que no es un millonario y decidió pasar por recolector de basura para deshacerse de las cosas materiales y su verdadero nombre es Víctor Bitencourt. Él reveló su verdadero nombre después de comprar la otra parte en Aromas, que se Alcino. Él y la rivalidad Miguel mostrar entre los dos, dejando todas las sospechas de que había conocido antes. Más tarde, toda la verdad sale: Domenico es el verdadero padre de Rose, después de tener una aventura con su madre. Michael Rose en realidad decidió crear, a pesar de que no era su hija biológica, pero se fue con su madre por otra mujer. Rose se arrepintió de haber rechazado y gracias, incluso dejando a su pequeña, la creación que fue porque era un buen padre.
Poco después, Rose y Gustavo y se casan los hijos de Rose y vivir juntos en la mansión, mirando esta vez.
Otro acontecimiento que sacudió a la trama fue la muerte de Deborah. Dudley, que está locamente enamorada de Pedro, no podía soportar ver a los dos juntos y tender una trampa a los dos se separaron una vez por todas. Deborah hizo con un embarazo de riesgo, los vio besándose. Deborah se horrorizó ante la escena, creyendo que su amor lo estaba traicionando. Se termina muy mal y es trasladado a un hospital, donde una niña da a luz, que se llama Alice. Deborah se entera de que Pedro es inocente, pero no puede resistirse a causa de hemorragias repetidas, para consternación de todos, especialmente a Pedro y Alcínoo.
En su entierro, harto Alcino, a ver a su hija, aunque no biológico, enterrado. Él empieza a sufrir y llorar y la rosa de la consola, pero los dos terminan besándose para el expanto dos.
Mientras esto ocurría, Gustavo estaba en Nueva York para recibir un premio internacional muy importante, que sería ganada por uno de los mejores perfumistas del mundo. Gustavo le dice a Rose a regresar al país, y decide regresar a Brasil para ver a su esposa, familiares y amigos, ya lo perdonó por no haber creído en su inocencia.
Sin embargo, en un acto de dignidad, Rose se revelan sobre su beso con Gustavo Alcino. Es que ahora van a estar separados el uno del otro?
Mientras tanto, Leda, la madre de Deborah, que solo piensa en el dinero, está tratando de tomar la custodia de Alice, nieta de Pedro, el padre de la niña que ella considera irresponsable y perezoso. Al decidir la custodia de Alicia, todo da testimonio, aunque Duda testificó a favor de Pedro, sintiéndose culpable por la muerte de Deborah. Al ver su sufrimiento y el miedo de perder a su hija, y darse cuenta de que perdería de todos modos, Leda dejar de tomar la nieta del hombre a cambio de dinero a desaparecer del mapa para siempre Alcino.
Gustavo es cada vez más celoso de Rose y las peleas se vuelven constantes. Ella y Alcino comenzar la cena juntos, y cada vez que intenta seducirla y darle un beso, aunque ella es la esposa de su amigo. Sin embargo, Rose solo tiene ojos para Gustavo y terminan la reanudación.
Un día, cuando Rose se dirigió a la Alcino barco para pedirle que se mantenga alejado de ella, él la coge y la besa y tienen relaciones sexuales, solo en el momento en que Gustav se acercó y quedó eliminado en la cama juntos. Por lo tanto, Gustavo decide romper su romance con la chica. Rose se siente muy mal y Alcino es el culpable, que se siente peor por no controlar la pasión que siente por Rose, provavelente después de poner su amistad y Gustavo.
Durante todos estos acontecimientos, Verónica recibe la ayuda dentro de la prisión y los disturbios internos en el que un escape simulado. Pero antes de eso, el villano venenos Roberto no tiene intención de matarlo, pero luego se puede escapar juntos, ya que el veneno es una ayuda para dormir en pequeñas dosis es letal en alto.
Fuera de la cárcel, Verónica envía una foto de ella a la policía y Roberto en París, a sospechar que los dos han huido del país. Por lo tanto, Verónica comienza a hacer una lista negra de todas sus víctimas con el fin de vengarse de todos los que metieron en la cárcel.
Primero mata a Carlos Eduardo, el Alcino piloto contratado para llevar a Gustavo en el desierto, después de que ella mata a Consuelo, la esposa del piloto, que aparece en la casa de Rose y revela todo sobre el asesinato de su marido, mata a los otros dos secuaces Roberto, Jair Antonio y que fueron asesinados dentro de la prisión y Eloísa, y fue golpeado por Verónica cerca de la pensión, entonces ella huye al campo por temor a que podría matar a Verónica, Verónica también denunció por ello. Ahora Eloísa está entre la vida y la muerte y el único que puede revelar que trató de matarla y que cometió los otros asesinatos, porque descubrió por casualidad, leyendo esta lista negra.
Robert, por temor a que el villano no puede hacer mal con Gloria, su novia, trata de escapar del hotel donde se hospedan, pero no puede.
Verónica Rose todavía los planes hasta el final y toda su familia. Ella, Lenita y Geni, los presos que ayudó a Verónica conseguir sus marcos. Roberto se las arregla para concertar una reunión con Gloria. Verónica se da cuenta y sigue el niño. En un bar, Verónica aparece y simula un regalo de amor de la pareja, pero en realidad envenena la bebida de la Gloria. Robert se da cuenta de su cuerpo y toma la bebida para salvar a la muerte de Gloria. Él está envenenado, pero esta vez no se resistió.
Verónica y Gloria están desesperados, pero luego la policía, Gustavo y Rose llegan a la escena y se acercó a Verónica es. Para escapar, secuestra y amenaza con Gloria acabar con la vida de la joven, tan lleno de desesperación que tiene Rosa en su vida los hijos.
La policía sospechaba que Gloria estaba reunido con Roberto y decidió poner un policía en su cola. El sheriff y su compañero Almeida Salviano son responsables de la lucha contra el crimen en la novela.
Chantajea a Verónica Rose y le dice que cambiar de lugar con la gloria, sin que nadie sepa. Verónica está escondido en una choza junto a sus compinches. Rose llega al genio local que no le deja ver el lugar. Ella y lugares Gloria de cambio y comenzó a golpear a Verónica Rose y evita Lenita dar a la comida la mujer y el agua. Es humillante Rose, en su toma de posesión, que vencieron a los reclusos y de la Rosa, quien está empatado indefensos.
Gloria llega a la mansión con todos los interesados, y dice que Verónica quiere Gustavo Alcino y transferir todos sus activos para la cuenta del villano y se puso un avión para huir del país a cambio de liberar a Rose. Gloria se entera de la muerte y el entierro de Robert y está desesperado, su primer amor, el primer hombre que de hecho había muerto.
Lenita, lo siento por Rose, ofrece comida, mientras que Verónica va a entrar en contacto con Gustavo y Alcínoo, pero llega al sitio y dar de comer a Rose. Lenita Verónica encuentra a sí misma quería huir del país y le dice todo acerca de su escondite a la policía.
La policía llega al lugar, pero cuando llegan a Verónica ya no está allí. Verónica tiene una cita con Gustavo y Alcino un cobertizo, donde las tres cerraduras y se pone al fuego en el lugar. Verónica huye con Geni, y Waldemar como piloto, que como muy inteligente, deje la radio puesta y pasa la información en las áreas donde están volando.
El cobertizo explota, pero Rose, Grito y Alcino se pueden guardar. Waldemar pretende estrellar un avión y aterriza en un lugar cerca de la frontera del país. Cuando el villano del avión, la policía llega y Verónica se encuentra atrapada en una escena muy emotiva, con helicópteros, coches de policía, muchas armas apuntando a ella, todo el pueblo.
De vuelta en la cárcel, Verónica está muy enferma y descubre que está embarazada y solo puede estar esperando un hijo de Roberto, que estaba con él hace poco y él era el único recientemente. Ella comienza a odiar a los niños y con el tiempo, curiosamente, comienza a desarrollar un cierto afecto por el niño y comienza a sentirse muy triste y deprimido por la muerte de Robert, el hombre que siempre ha amado, al que amaba.
Con todo se alivia con la detención de los villanos, Rose dice que tales Alcino amor, sino como un amigo. Gustavo fue la comidilla de los dos, pero se siente mal, y decide viajar a dejar el ser querido con Alcínoo, que está muy enfermo y cada vez más cerca a la muerte como el sufrimiento de un aneurisma.
Bene finalmente capaz de recuperar su fortuna, gracias a Juvenal, que descubre que Severo y Adalgisa robó y escondió el dinero en un colchón, para que nadie pudiera encontrar. Pero hasta ahora, e incluso fiasco Tiao inscrito en el plan para encontrar el colchón que había sido tomada por un recolector de basura. Rose descubre que Gustav viajó al aeropuerto y tratar de detener a dejarlo.
Gustavo Rose en el avión después de hacer un alboroto en el aeropuerto, que finalmente entiende que ella lo ama.
En el barco, Alcínoo le dice a Mari que ella era la única mujer que lo hizo feliz, y se besan y tienen su primera noche de amor.
Verónica Rose llama a la estación de policía y le pide que mantener a su hija por lo que el niño nace. Rose se sorprende, pero aceptó.
Susan, Patricia se casó con Eloísa y Nuno, respectivamente, Rosa y suerte.
Tara le dice a Ben que está embarazada para el deleite de la pareja, que tendrá su hijo segundo.
Verónica tiene a su hija en un parto difícil, y ya en la cárcel, con Isabel, el recién nacido, ella ve a un prisionero que sufren de separar a su hija, y luego le pregunta Isabel Rose antes de que tarda seis meses en completarse y no tiene que para separar a la niña en una. trágico y doloroso, no aferrarse demasiado tarde y no sufrir más Verónica dice que Rose sabe, pero criar y educar a los niños bien, solo le daría a la honestidad de Elizabeth y su carácter, algo que Verónica tendría dificultades para pasar a la hija, y además, Verónica será de 30 años de cárcel.
Duda, si encontrar culpables, alejándose de Pedro, y él y Erica besar y tener su primera noche de amor.
Alcino se enferma en el barco, después de ver un pájaro y lo liberan, lo que indica que es lo que todos vemos cuando la vida se acerca a su fin.
Final
Mari Rose y llamadas impulsado por Alcino Gustavo, que pronto muere y no puede resistir. Y para realizar lo Alcino le pidió antes de morir, Pidió a Rosi, Mari, Roxana, Pedro, David tirar sus cenizas.
En un brindis por Alcíno, Mari se desmayó, van a al hospital y descubre que está embarazada con su amor, dejando muy feliz.
Tais y Chimo están muy contentos. Ella abre su tienda y él y sus panqueques.
Verónica, que está muy arrepentido de sus crímenes, escribe una carta a Isabel, ella le dice a Rosi para entregar a Isabel, cuando cumpla 18, cuando se puede leer y perdonar a su madre real. En esta carta escribe que lo hizo todo de la gente mala y dice que si quiere ver a su hija, se encuentra mucho en la cárcel y pide perdón, y ella no siguió el mismo camino que su madre, un camino de la avaricia y el engaño, que es sin retorno y que por esa razón, no podía verlo crecer.
Waldemar y casarse con Lufus y Rose le dice a Gustavo que ella está embarazada y está muy contento con él, y los cuatro hijos de Elizabeth.
Gustavo nombra a David como el nuevo presidente de los Aromas. Gloria tiene nuevas fotos en el álbum y está saliendo con el sargento Almeida. Braibon hace un recital de piano, donde aparecen Tarcisio Meira y Gloria Menezes, ídolos grandes de Rosi, que está encantado con la presencia de la pareja.
En las últimas escenas, Pericles gana su disco de oro y es un homenaje a Rosi y Gustavo, que sellan su amor con un apasionado beso grande.

## Reparto
| Actor               | Personaje                                                 |
| ------------------- | --------------------------------------------------------- |
| Marcos Palmeira     | Gustavo Almeida Brandão                                   |
| Camila Pitanga      | Rosenilde Pereira (Rose)                                  |
| Paola Oliveira      | Verônica Tardivo                                          |
| Carmo Dalla Vecchia | Alcino Rodrigues                                          |
| Heloísa Périssé     | Taís Helena Amâncio Prazeres Tibiriçá                     |
| Ailton Graça        | José Sebastião dos Santos (Tião)                          |
| Marcello Novaes     | Benedito Prazeres Tibiriçá (Bené)                         |
| Daniel Boaventura   | Solonaldo da Santíssima Trindade (Sólon Gutierrez Ortega) |
| Dudu Azevedo        | Roberto Alves Moreira                                     |
| Ângelo Antônio      | Davi Almeida Brandão                                      |
| Isabela Garcia      | Mariana Antunes Sampaio (Mari)                            |
| Paulo Goulart       | Severo Tardivo                                            |
| Emanuelle Araújo    | Heloísa Miranda                                           |
| Nívea Stelmann      | Kátia Santana Costa                                       |
| Paula Burlamaqui    | Sofia de Britto Brandão                                   |
| Rosi Campos         | Genoveva Amâncio                                          |
| Letícia Birkheuer   | Natasha Werner (Natasha Santana Costa)                    |
| Ilva Niño           | Ernestina Prazeres Tibiriçá (Tina)                        |
| Tony Tornado        | Péricles Tibiriçá                                         |
| Rainer Cadete       | Nuno Alves Moreira                                        |
| Norma Blum          | Irmã Andréia                                              |
| Walter Breda        | Delegado Salviano Quintana                                |
| Lupe Gigliotti      | Áurea                                                     |
| Aramis Trindade     | Dr. Emanoel                                               |
| Tânia Costa         | Bruna                                                     |
| Mouhamed Harfouch   | Almeida (Almeidinha)                                      |
| Ana Berttines       | Cleusa Meireles                                           |
| André Luiz Miranda  | Juvenal Tardivo                                           |
| Beta Perez          | Lurdes                                                    |
| Bianca Salgueiro    | Eurídice de Britto Brandão                                |
| Chico Tenreiro      | Paquito (Mosquito)                                        |
| Gustavo Maya        | Francisco Pereira dos Santos                              |
| Guta Gonçalves      | Débora de Lucca Rodrigues                                 |
| Jorge Cerruti       | Domênico (Vitor Bittencourt)                              |
| Julyana Garcia      | Regina Pereira dos Santos                                 |
| Land Vieira         | Tarcísio Pereira dos Santos                               |
| Luana Martau        | Patrícia Lombardi                                         |
| Marcella Rica       | Lucimara Amâncio (Luli)                                   |
| Marcella Valente    | Suzana                                                    |
| Raquel Fuina        | Glória Pereira dos Santos                                 |
| Rafael Miguel       | João Carlos Amâncio Tibiriçá (Juca)                       |
| Roumer Canhães      | Professor Limonge                                         |
| Ronny Kriwat        | Pedro de Britto Brandão                                   |
| Wagner Molina       | Fiasco                                                    |
| Selma Lopes         | Dirce                                                     |

Actor invitado
| Actor              | Character          |
| ------------------ | ------------------ |
| Pedro Paulo Rangel | Ferdinando Brandão |

Actrices invitadas
| Actress        | Character                   |
| -------------- | --------------------------- |
| Berta Loran    | Loló                        |
| Yoná Magalhães | Adalgisa Monteiro de Britto |
| Suely Franco   | Julieta Almeida Brandão     |

Participación especial
| Actor        | Personaje        |
| ------------ | ---------------- |
| Luís Gustavo | Waldemar Moreira |

Elenco de apoyo
| Actor              | Personaje                    |
| ------------------ | ---------------------------- |
| Monique Alfradique | Érica Castiglione            |
| Antônio Pitanga    | Miguel dos Santos            |
| Ana Cecília Costa  | Leda de Lucca                |
| Ed Oliveira        | Jair                         |
| Rodrigo Rangel     | Antônio                      |
| Marcelo Portinari  | Jorjão                       |
| Bia Arantes        | Maria Eduarda Império (Duda) |
| Guilherme Vieira   | Igor Yohannce                |
| Henrique Ramiro    | Marco Antônio Lobato (Macau) |
| Juliana Paiva      | Beth                         |
| Júlia Mattos       | Sandrinha                    |
| Alex Moreno        | Lucas Porto (Luck)           |
| Neusa Maria Faro   | Gioconda Amâncio             |
| Maurício Machado   | Paulo Otávio Barbosa (Pink)  |

## Emisión internacional
- ATV
- Panamericana Televisión

## Recepción

### Premios
Banff World Television Festival (2010)
- Mejor Telenovela

## Banda sonora

### Nacional
- Capa: Camila Pitanga

1. "Porque Eu Sei Que é Amor" - Titãs
2. "Pra Você Guardei Amor" - Nando Reis e Ana CañasPedro e Debora
3. "Um Dia, um Adeus" - Vanessa da Mata
4. "Seu Olhar (ao vivo)" - Seu Jorge
5. "Linda Rosa" - Maria Gadú
6. "Sou Eu" - Diogo Nogueira
7. "Pedindo Pra Voltar" - Marisa Monte
8. "Pot-pourri: Beija-flor/Mel na Sua Boca" - Marina Lima
9. "O Mundo" - Moska
10. "Eu Não Sou Santo" - Exaltasamba
11. "Vem Comigo Que Eu Te Levo Pro Céu" - Marcelo D2
12. "Pelo Avesso" - Titãs
13. "La Plata" - Jota Quest (Tema de Verónica)
14. "Amar é Perdoar (Don't Know Why)" - Fábio Jr.
15. "Odeon" - Fernanda Takai
16. "Toda Criança Quer" - Palavra Cantada